# Formicarius rufifrons
Formicarius rufifrons là một loài chim trong họ Formicariidae.
Loài này được tìm thấy rất cục bộ trong rừng ẩm ướt ở phía đông nam Peru, tây bắc Bolivia (Pando), và đến nay phía Tây Nam Brazil (Acre). Chúng bị đe dọa do mất môi trường sống.